# Подпялусье
Подпялусье — деревня в Вельском районе Архангельской области. Входит в состав муниципального образования «Липовское».

## География
Деревня расположена в 96 километрах на северо-запад от Вельска, на левом берегу реки Пуя, притока Ваги. Ближайшие населённые пункты: на западе деревня Леменьга, на востоке посёлок Тимонино.
Часовой пояс
Подпялусье, как и вся Архангельская область, находится в часовой зоне МСК (московское время). Смещение применяемого времени относительно UTC составляет +3:00.

## Население
| 2002 | 2010 | 2012 | 2014 |
| ---- | ---- | ---- | ---- |
| 13   | ↘1   | →1   | ↘0   |

## История
Указана в «Списке населённых мест по сведениям 1859 года» в составе Шенкурского уезда Архангельской губернии под номером «2121» как «Подполусье (Подпялуская)». Насчитывала 9 дворов, 54 жителя мужского пола и 57 женского.
В «Списке населенных мест Архангельской губернии на 1 мая 1922 года» в деревне уже 37 дворов, 68 мужчин и 103 женщины.
В деревне находилась часовня, построенная в 1877 году и освященная в честь пророка Илии. Часовня была приписана к Уздренскому приходу.

## Инфраструктура
В непосредственной близости от деревни проходит автодорога «Долматово — Няндома — Каргополь» (Р2).